# Pavillon du Roi
El pavillon du Roi o el hôtel du Pavillon du Roi es una mansión privada ubicada en la Place des Vosges en París, Francia. 
Ocupa la parte central de los edificios al sur de la plaza. La estatua ecuestre de Luis XIII en el centro de la plaza está frente a él. El pasaje que atraviesa la planta baja del pabellón, en el eje de la plaza, conduce a la rue de Birague . linda con el Hôtel Coulanges, en el 1 bis, lugar de nacimiento de Madame de Sévigné.
Junto con el Pavillon de la Reine, es el edificio principal de la Place des Vosges. Están enfrentados (norte-sur) y son más altos que los demás edificios de la plaza.

## Histórico
Fue construido entre 1605 y 1608 a expensas de la Corona francesa, durante la creación de la Place Royale, futura Plaza de los Vosgos. Está frente al Pabellón de la Reina, al otro lado de la plaza. En cambio, destinado a servir como entrada principal, el rey de Francia nunca vivió allí. La mampostería corre a cargo del maestro albañil Jonas Robelin. La intención era hacer de este edificio el modelo para la construcción de los próximos 35 que componen la plaza. Su diseño se atribuye al arquitecto del rey Louis Métezeau.
Sus primeros habitantes fueron el primer ayuda de cámara pintor ordinario del rey Carlos de Court y su esposa Marie de Guille, que ocupó el cargo de cuidadora del local.
Charles de Court murió en abril de 1614, pero su mujer siguió residiendo allí hasta que el Consejo de Estado puso fin a su alquiler. En mayo de 1674 , el señor de Plessis Guy Le Cocq sirvió como candidato y François de Launay y Jacques le Mire compraran el local. Se subarrendado al escudero del Príncipe de Soubise, Morel.
En 1751, Jeannes Gourgues lo compró  y emprendió obras de renovación que revelaron un avanzado estado de deterioro. Incapaz de asumir el costo de la obra, lo vendió a Lord Levesque de la Cointerie. Pasó luego a ser propiedad de Joseph Philippe-Vambergue en 1763, luego de Alexandre-Joseph de Bonneval en 1769, quien lo alquiló. El dentista François Leroy de la Faudignère fue uno de estos inquilinos.
Al final de la Revolución Francesa, de Bonneval tuvo que entregarlo al Estado, que lo clasificó como bien nacional, y la revendió a Jean-Adam Muller quien inmediatamente la revendió al pintor François Dumont. En 1856, el escritor Juste Olivier se convirtió en su nuevo ocupante del local.
Las partes exteriores del edificio fueron clasificadas como monumentos históricos en 1956.

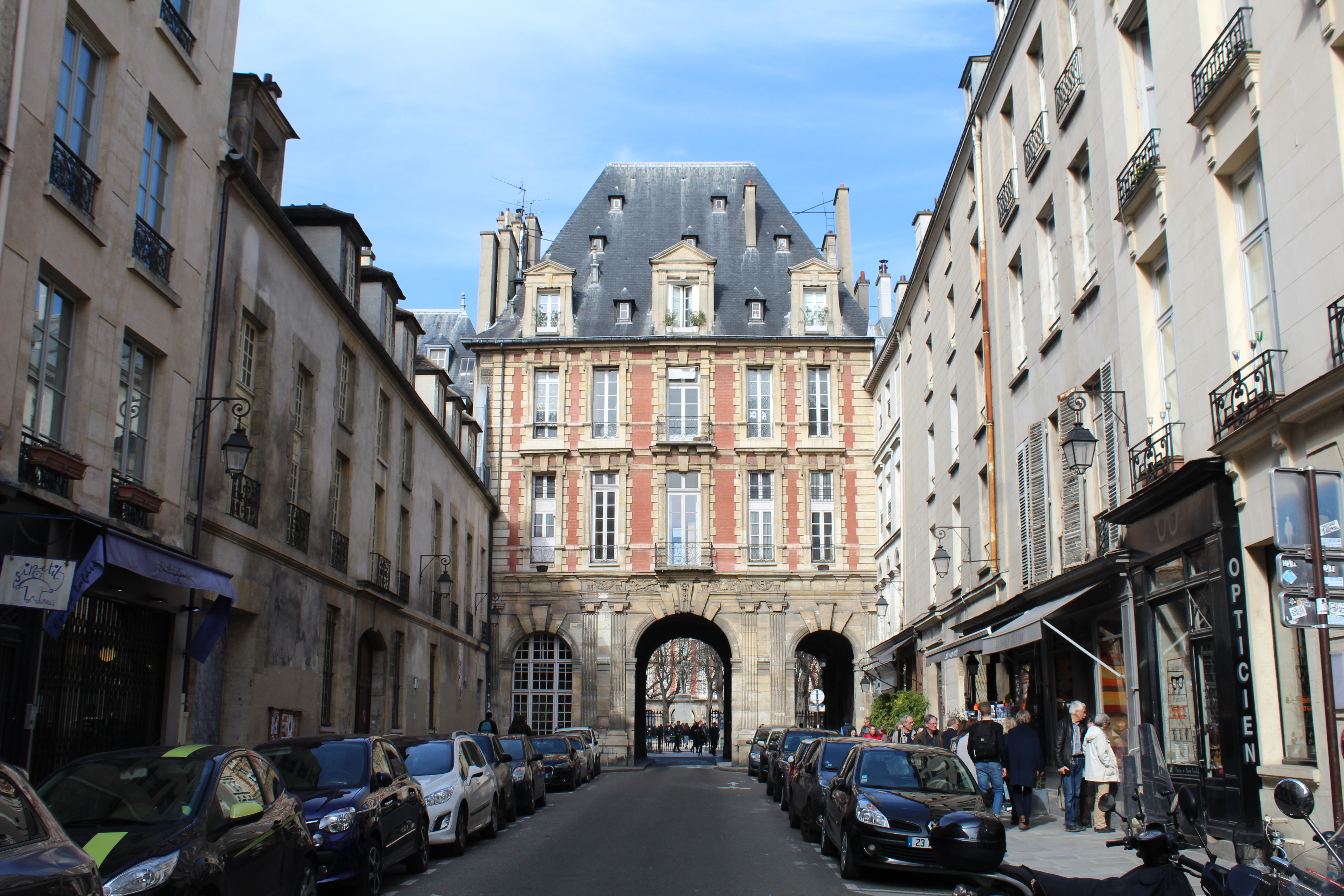
Vista del Pavillon du Roi desde la rue de Birague, la fachada lleva el monograma de Henri IV y el pasaje permite la comunicación con la place des Vosges .
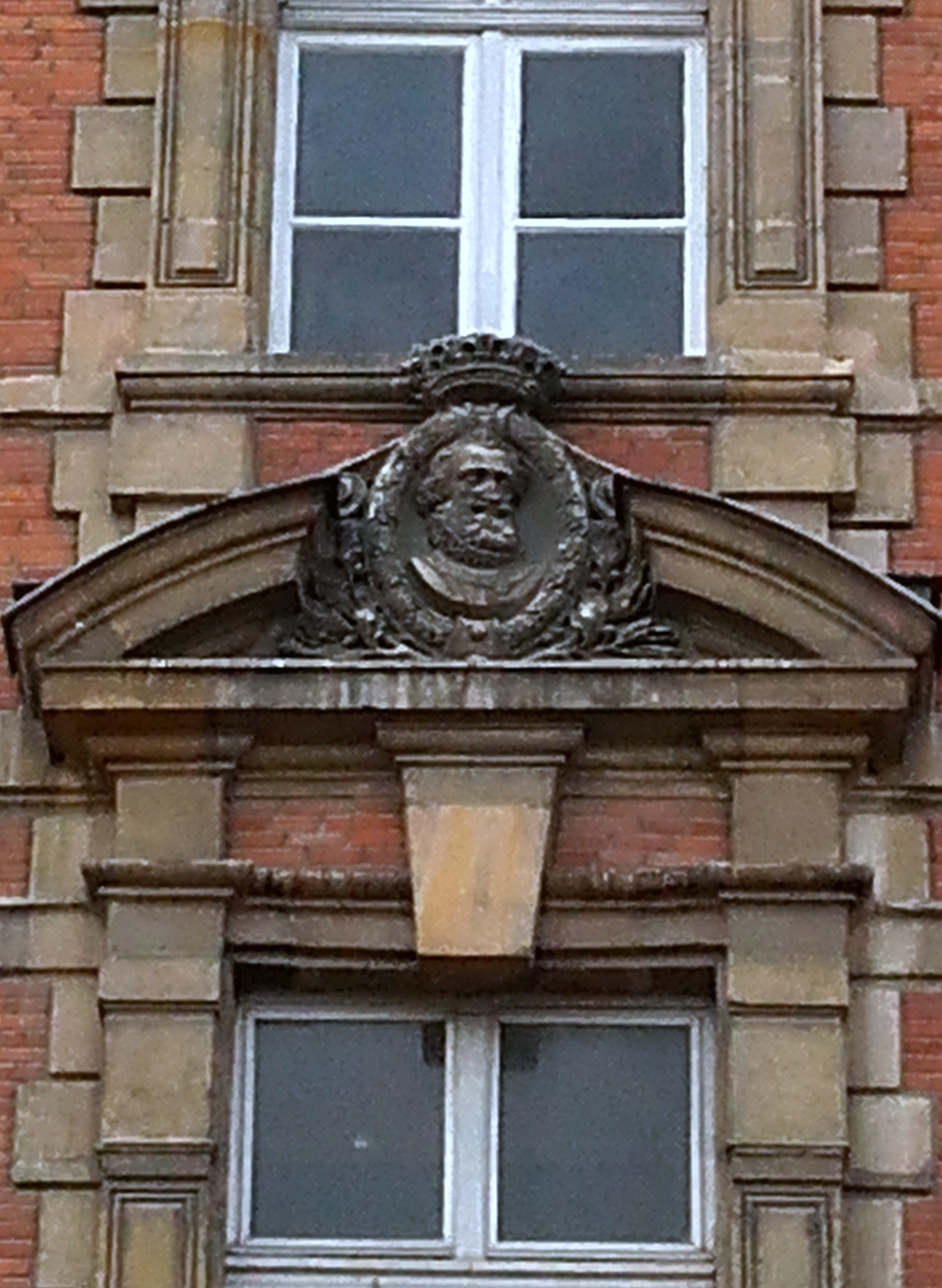
Medallón de Enrique IV en el dintel de una ventana.